# Wrasen
Wrasen, manchmal auch Frasen, ist

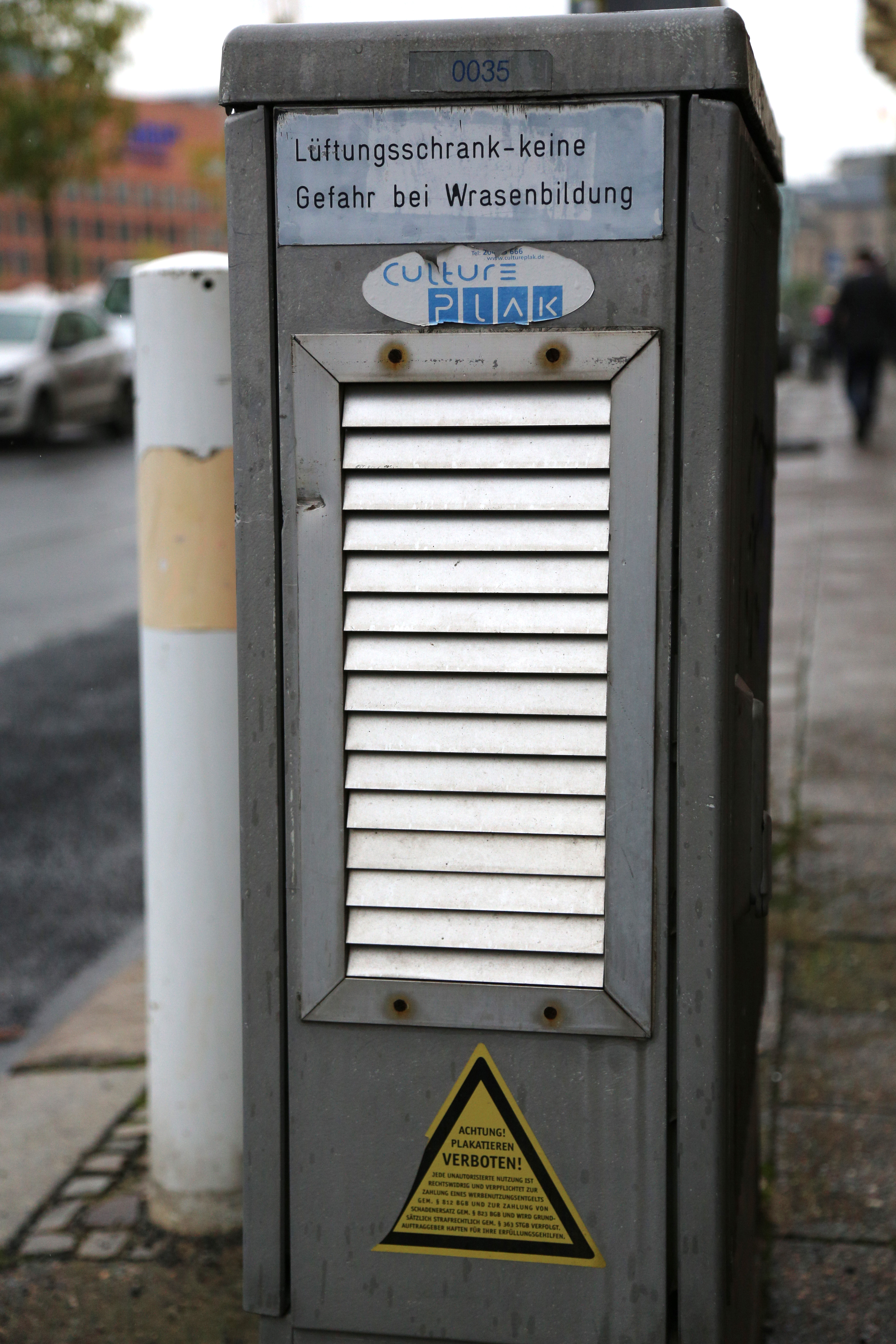
Fernwärme-Lüftungsschrank mit Hinweis auf die Ungefährlichkeit von Wrasenbildung

- einerseits die historische Bezeichnung für das zwischen einem Fluss und einem Ort tief gelegene, oft feuchte (Überschwemmungs-)Gelände,[2] hergeleitet aus dem mittelhochdeutschen wase „Rasen, feuchte Erde“,[3]
- andererseits der Fachbegriff für in der Luft auskondensierenden Wasserdampf, der damit als Nebel sichtbar wird. Auch das Wort Schwaden oder Brüden wird in diesem Sinne verwendet.

Im Speziellen wird Wrasen auch für Koch- oder Backdunst, kurz auch Dunst genannt, verwendet, der neben Wasserdampf auch Fette enthält. Auch für andere zusammengesetzte Ablüfte wird der Begriff genutzt, wie sie etwa in der Technik beim Ablöschen von Schlacke entstehen oder sich bei Lüftungseinheiten von Gasleitungen bilden (siehe Brüden). So finden sich häufig entsprechende Hinweise für die Gefahrlosigkeit von Wrasenbildung auf Fernwärme-Lüftungskästen von Energieversorgungsunternehmen.

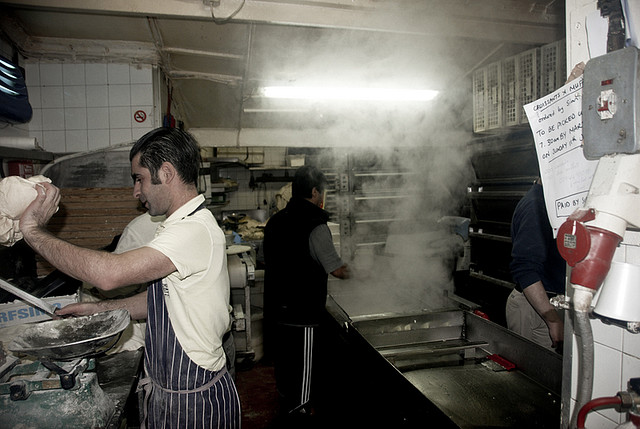
Wrasen in der Küchenluft

In der Bäckereitechnik wird der Wrasen als Schwadengabe dem Backgut im Ofen zugegeben. Dabei kommt es zu einer gleichmäßigeren Wärmeverteilung. Hauptsächlich wird der Dampf aber gegeben, um die Oberfläche des Backgutes in der Anfangsphase des Backprozesses weich zu halten. Dadurch ist ein besserer Ofentrieb möglich. Das Gebäck bekommt durch Wrasen eine glänzende Oberfläche.
Ebenfalls von Wrasen spricht man bei Dampfturbinen, wie sie beispielsweise in Kraftwerken eingesetzt werden. Bei Dampfturbinen werden Wellendichtungen (Kohleringdichtungen bzw. Labyrinthdichtungen) eingesetzt, durch die eine Restmenge Dampf entweicht. Diese Wrasen sind allerdings, entsprechend dem verwendeten Speisewasser, nur Wasserdampf.

## Verbreitung des Begriffs
Das aus dem Niederdeutschen kommende Wort Wrasen ist außerhalb der Fachsprache vor allem in Norddeutschland verbreitet.
Das synonyme, von dem althochdeutschen Wort swedan ‚verbrennen, in Rauch aufgehen‘ abstammende Wort Schwaden ist dagegen mehr in Süddeutschland verbreitet. Es bedeutet sowohl einen besonders dicken Dunst, wie er von einer heißen Flüssigkeit ausgeht, die in eine kalte Atmosphäre aufsteigt, als auch jeden dicken Nebel. So heißt es bei Goethe: „Da steigt ein Dampf, dort ziehen Schwaden.“ (Goethe: Faust I, Walpurgisnacht).
Ein weiteres synonymes Wort, Brodem (auch Bradem, Broden, ahd. (der) brâdam ‚Hauch, Hitze‘), wird hingegen bevorzugt für den von Tieren aufsteigenden sichtbaren, d. h. kondensierenden, Dampf verwendet.